# Хэншадао
Хэншадао (кит. 横沙岛) — наносной песчаный остров в устье Янцзы. Площадь острова — 49 км².

## История
Остров образовался примерно в середине XIX века. Изначально входил в состав уезда Чуаньша, в 1958 году был передан в состав уезда Баошань, с 2005 года входит в состав уезда Чунмин (в 2016 году ставшего районом городского подчинения). Существуют планы превращения острова в зону отдыха, строительства на нём небольшого аэродрома и соединения острова туннелем с материковой частью Шанхая.

## Упоминания в культуре
- На острове (ставшем к 2027 году высокотехнологичным мегаполисом в КНР) происходит большая часть действий игры Deus Ex: Human Revolution.